# Unión Soviética en la Copa Mundial de Fútbol de 1982
Unión Soviética es una de las 24 selecciones participantes en la Copa Mundial de Fútbol de España 1982, la que es su quinta participación en un mundial.

## Clasificación

### Grupo 3
| Pos. | País            | Pts | J | G | E | P | GF | GC | GD  |
| ---- | --------------- | --- | - | - | - | - | -- | -- | --- |
| 1    | Unión Soviética | 14  | 8 | 6 | 2 | 0 | 20 | 2  | +18 |
| 2    | Checoslovaquia  | 10  | 8 | 4 | 2 | 2 | 15 | 6  | +9  |
| 3    | Gales           | 10  | 8 | 4 | 2 | 2 | 12 | 7  | +5  |
| 4    | Islandia        | 6   | 8 | 2 | 2 | 4 | 10 | 21 | -11 |
| 5    | Turquía         | 0   | 8 | 0 | 0 | 8 | 1  | 22 | -21 |

| 3-9-1980 | Islandia      | 1 – 2   | Unión Soviética             | Laugardalsvöllur, Reykjavík                                |                                                            |
|          | Sveinsson 75' | Reporte | Gavrilov 35' · Andreyev 80' | Asistencia: 4,190 espectadores Árbitro(s): Oliver Donnelly | Asistencia: 4,190 espectadores Árbitro(s): Oliver Donnelly |

| 15-10-1980 | Unión Soviética                                    | 5 – 0   | Islandia | Central Lenin Stadium, Moscow                                   |                                                                 |
|            | Andreyev 9' 78' · Oganesian 39' 58' · Bezsonov 84' | Reporte |          | Asistencia: 21,000 espectadores Árbitro(s): Aleksander Suchanek | Asistencia: 21,000 espectadores Árbitro(s): Aleksander Suchanek |

| 30-5-1981 | Gales | 0 – 0   | Unión Soviética | Racecourse Ground, Wrexham                               |                                                          |
|           |       | Reporte |                 | Asistencia: 29,366 espectadores Árbitro(s): Bruno Galler | Asistencia: 29,366 espectadores Árbitro(s): Bruno Galler |

| 23-9-1981 | Unión Soviética                                            | 4 – 0   | Turquía | Central Lenin Stadium, Moscow                                 |                                                               |
|           | Chivadze 4' · Demianenko 20' · Blokhin 26' · Shengelia 49' | Reporte |         | Asistencia: 41,500 espectadores Árbitro(s): Damir Matovinović | Asistencia: 41,500 espectadores Árbitro(s): Damir Matovinović |

| 7-10-1981 | Turquía | 0 – 3   | Unión Soviética                 | İzmir Atatürk Stadyumu, İzmir                                 |                                                               |
|           |         | Reporte | Shengelia 17' · Blokhin 38' 54' | Asistencia: 62,125 espectadores Árbitro(s): Walter Eschweiler | Asistencia: 62,125 espectadores Árbitro(s): Walter Eschweiler |

| 28-10-1981 | Unión Soviética   | 2 – 0   | Checoslovaquia | Dinamo Stadium, Tbilisi                                    |                                                            |
|            | Shengelia 28' 46' | Reporte |                | Asistencia: 75,000 espectadores Árbitro(s): Michel Vautrot | Asistencia: 75,000 espectadores Árbitro(s): Michel Vautrot |

| 18-11-1981 | Unión Soviética                            | 3 – 0   | Gales | Dinamo Stadium, Tbilisi                                |                                                        |
|            | Daraselia 13' · Blokhin 18' · Gavrilov 64' | Reporte |       | Asistencia: 80,000 espectadores Árbitro(s): Jan Keizer | Asistencia: 80,000 espectadores Árbitro(s): Jan Keizer |

| 29-11-1981 | Checoslovaquia | 1 – 1   | Unión Soviética | Tehelné pole, Bratislava                                |                                                         |
|            | Vojaček 34'    | Reporte | Blokhin 14'     | Asistencia: 47,000 espectadores Árbitro(s): Clive White | Asistencia: 47,000 espectadores Árbitro(s): Clive White |

## Jugadores
Estos son los 22 convocados para el torneo:

## Resultados
Unión Soviética fue eliminada en la segunda ronda.

### Grupo 6
| País            | J | G | E | P | GF | GC | GD  | PTS |
| --------------- | - | - | - | - | -- | -- | --- | --- |
| Brasil          | 3 | 3 | 0 | 0 | 10 | 2  | +8  | 6   |
| Unión Soviética | 3 | 1 | 1 | 1 | 6  | 4  | +2  | 3   |
| Escocia         | 3 | 1 | 1 | 1 | 8  | 8  | 0   | 3   |
| Nueva Zelanda   | 3 | 0 | 0 | 3 | 2  | 12 | −10 | 0   |

| 14 de junio de 1982 | Brasil                  | 2–1     | Unión Soviética | Estadio Ramón Sánchez Pizjuán, Sevilla                            |                                                                   |
|                     | Sócrates 75' · Éder 88' | Reporte | Bal 34'         | Asistencia: 68,000 espectadores Árbitro(s): Augusto Lamo Castillo | Asistencia: 68,000 espectadores Árbitro(s): Augusto Lamo Castillo |

| 19 de junio de 1982 | Unión Soviética                           | 3–0     | Nueva Zelanda | La Rosaleda, Málaga                                        |                                                            |
|                     | Gavrilov 24' · Blokhin 48' · Baltacha 68' | Reporte |               | Asistencia: 19,000 espectadores Árbitro(s): Yousef Alghoul | Asistencia: 19,000 espectadores Árbitro(s): Yousef Alghoul |

| 22 de junio de 1982 | Unión Soviética              | 2–2     | Escocia                  | La Rosaleda, Málaga                                        |                                                            |
|                     | Chivadze 59' · Shengelia 84' | Reporte | Jordan 15' · Souness 86' | Asistencia: 45,000 espectadores Árbitro(s): Nicolae Rainea | Asistencia: 45,000 espectadores Árbitro(s): Nicolae Rainea |

### Grupo A
| País            | J | G | E | P | GF | GC | GD | PTS |
| --------------- | - | - | - | - | -- | -- | -- | --- |
| Polonia         | 2 | 1 | 1 | 0 | 3  | 0  | +3 | 3   |
| Unión Soviética | 2 | 1 | 1 | 0 | 1  | 0  | +1 | 3   |
| Bélgica         | 2 | 0 | 0 | 2 | 0  | 4  | −4 | 0   |

| 1 de julio de 1982 | Bélgica | 0–1     | Unión Soviética | Camp Nou, Barcelona                                        |                                                            |
|                    |         | Reporte | Oganesian 48'   | Asistencia: 45,000 espectadores Árbitro(s): Michel Vautrot | Asistencia: 45,000 espectadores Árbitro(s): Michel Vautrot |

| 4 de julio de 1982 | Unión Soviética | 0–0     | Polonia | Camp Nou, Barcelona                                       |                                                           |
|                    |                 | Reporte |         | Asistencia: 65,000 espectadores Árbitro(s): Bob Valentine | Asistencia: 65,000 espectadores Árbitro(s): Bob Valentine |